# IEEE 802.11d
IEEE 802.11d est un amendement à la norme IEEE 802.11 publié en 2001. Celui-ci spécifie un mécanisme permettant, à partir des paramètres de transmission du signal en espace hertzien, de configurer une "station mobile" respectant les règlementations (concernant les plages de fréquences et les puissances autorisées)  propres aux territoires géographiques et politiques traversés.

## Description
La norme ajoute au format de trame du standard IEEE 802.11 les informations suivantes :
- Country information : correspond aux éléments d'information permettant d'identifier le domaine de règlementation où la station est localisée.

- FH Parameters (Hopping Pattern Parameters) : éléments d'information permettant de trouver le code utilisant les algorithmes HCC et EHCC.

- FH Pattern Table : contient les informations nécessaires autorisant des opérations dans un domaine de règlementation particulier lorsque des éléments d'informations sont détectés.

- Request Information Element : demande d'élément d'information.